# Hadena olivocincta
Hadena olivocincta là một loài bướm đêm trong họ Noctuidae.